# Sylvia Romeu Alfaro
Sylvia Romeu Alfaro (València, 1938 - València, 1988) fou una historiadora especialitzada en Dret Foral valencià, i en les Corts Valencianes.
Durant la seua carrera acadèmica va escriure nombrosos articles i va donar conferències sobre el seu àmbit d'estudi.
Va ser germana de l'activista de la ciutat de València Sol Romeu Alfaro i família de l'esculptor Andreu Alfaro.
A València té un carrer des del 19 de febrer de 1990 situat al barri d'Algirós, entre els carrers Poeta Mas y Ros i Explorador Andrés.
Francisco Tomás y Valiente li va escriure un obituari a l'Anuari d'Història del dret espanyol de 1987.